# Harmon Killebrew
Harmon Clayton Killebrew (* 29. Juni 1936 in Payette, Idaho; † 17. Mai 2011 in Scottsdale, Arizona), Spitzname „Killer“ und „Hammerin’ Harmon“, war ein US-amerikanischer Baseballspieler in der Major League Baseball (MLB).

## Karriere
Als erster Baseman spielte er in seiner 22-jährigen Profikarriere für die Washington Senators, Minnesota Twins und Kansas City Royals. In dieser Zeit erzielte er 573 Home Runs.
Killebrew war einer der besten Batter der 1960er Jahre, in acht Jahren in Folge schlug er mindestens 40 Home Runs pro Saison. Mit den Minnesota Twins erreichte er 1965 die World Series, die sie jedoch gegen die Los Angeles Dodgers verloren. 1969 wurde er als Most Valuable Player der American League ausgezeichnet. Sechsmal hatte er am Saisonende ligaweit die meisten Home Runs zu verzeichnen, dreimal die meisten Run Batted In. Killebrew wurde elfmal ins All-Star-Team gewählt. 1984 wurde er in die Baseball Hall of Fame aufgenommen.